# Yağız Kaan Erdoğmuş
Yağız Kaan Erdoğmuş est un jeune prodige des échecs turc né le 3 juin 2011. Il est devenu le quatrième plus jeune grand maître international de l'histoire des échecs en avril 2024.
Au 1er août 2025, avec un classement Elo de 2 642 points, il est le 88e joueur mondial et le septième junior (moins de 20 ans) et le deuxième meilleur joueur turc en activité.

## Biographie et carrière
Yağız Kaan Erdoğmuş remporte le championnat d'Europe des moins de 8 ans en 2019.
En 2022, il dépasse le seuil de 2400 points Elo et réussit les 3 normes nécessaires à l'obtention du titre de maître international entre avril et juillet 2022 et il devient alors le plus jeune MI de l'histoire de la Turquie et le troisième de l'histoire des échecs (avant d'être rétrogradé au 4e rang en 2024, quand Faustino Oro devient MI en battant le record historique).
En janvier 2024, à 12 ans et demi, il remporte le tournoi Young Masters de Djeddah, réunissant des joueurs de moins de 18 ans.
En avril 2024, lors du Grenke Chess Open and Classic, à l'âge de 12 ans, 9 mois et 29 jours, il devient le quatrième plus jeune grand maître international de tous les temps.
En mai 2024, Erdoğmuş bat le record, établi 35 ans auparavant par la GM Judit Polgár, du joueur le mieux classé avant l'âge de 13 ans, en atteignant un classement de 2569 points Elo.
En juillet 2024, il remporte les deux tournois ChessKid Youth Championship des moins de 13 ans et des moins de 16 ans.
En août 2025, à 14 ans et un mois, Erdoğmuş rentre dans le top 100 mondial,, à la 88e place, après avoir remporté le match du « Choc des générations » contre l'octuple champion de Russie Peter Svidler sur le score de 4 à 2.